# محمد يسري سلامة
محمد يسري سلامة (1 أكتوبر 1974 - 24 مارس 2013) طبيب أسنان والمتحدث الرسمي السابق باسم حزب النور، وكان من مؤسسي وأحد قيادات حزب الدستور، ومن أحد مؤسسي حركة سلفيو كوستا أيضا. وصفه الدكتور محمد إسماعيل المقدم مؤسس المدرسة السلفية بالإسكندرية «بالشاب الذكي الألمعي النابغة السلفي الأثري الواعدُ بخير عظيم».
تتلمذ محمد يسري سلامة على يد عدد من مشايخ الدعوة السلفية بالإسكندرية، وأبرزهم الدكتور محمد إسماعيل المقدم، وشارك في ثورة 25 يناير 2011 بالإسكندرية، وقال إنه اتخذ قراراً بـ«المشاركة وحررته من سجن الخوف إلى غير رجعة».

## نشأته
ولد سلامة في الإسكندرية يوم 1 أكتوبر 1974، ودرس طب الأسنان إلا أن شغفه بالتراث العربي دفعه لتغيير حياته المهنية حيث انضم إلى مركز المخطوطات بمكتبة الإسكندرية كباحث ومترجم، فضلا عن كونه ناشط سياسي شارك في الثورة وبات في الميدان.
والده هو الدكتور يسري محمد سلامة، الأستاذ بكلية الآداب بجامعة الإسكندرية، وجامعة الإمام محمد بن سعود، ووالدته الشاعرة الإسكندرانية عزيزة عبد الوهاب كاطو، وهما اللذان حببا إليه العربية والتراث، واتاحا له التربية الإسلامية السلفية على يد الدكتور محمد إسماعيل المقدم مؤسس المدرسة السلفية بالإسكندرية.

## الحياة السياسية
شارك الدكتور محمد يسري في ثورة 25 يناير، وكانت آراؤه ثورية تتفق مع بعض قيادات السلفيين في مصر وتتعارض مع آخرين.
كان من الصف الثوري منذ بداية الثورة. رفض الاستفتاء على التعديلات الدستورية في 19 مارس 2011، وطالب بإبعاد المجلس العسكري عن الحياة السياسية، كما انتقد جماعة الإخوان المسلمين عندما وصلوا إلى الحكم.
انضم الدكتور يسري سلامة إلى حزب النور السلفي، وأصبح المتحدث الرسمي باسم الحزب. واستقال في 18 أغسطس 2011 من حزب النور، وبدأ في تأسيس حزب الدستور مع مجموعة من السياسين كمحمد البرادعي وجورج اسحاق وأحمد حرارة.

## مؤلفاته
قام الدكتور يسري سلامة بتأليف العديد من الكتب والمقالات المهنية، وبتحرير العديد من المخطوطات العربية في الصحف المصرية المتميزة مثل الشروق، والمصري اليوم، والدستور.
من أشهر مؤلفاته:
- «مصادر السيرة النبوية ومقدمة في تدوين السيرة»
- «معجم ما طبع من مصنفات شيخ الإسلام ابن تيمية، ومعه مقدمة في التاريخ لنشر تراث شيخ الإسلام»
- «التعريف بابن تيمية للشيخ محمد أبو زهرة»
- «النشأة العلمية لابن تيمية وتكوينه الفكري للمستشرق هنري لاووست»
- «رياض الأزهار في معاني الألفاظ الشرعية والأدعية والأذكار»
- «القولُ النَّصيح لِمَن ردَّ حديثَ الصحيح دراسةٌ فيما كتبه الشيخ علي حشيش وطعنِهِ في حديث الزُّهري في بَدْءِ الوحي»
- «يوميات إجهاد الثورة» طبع بعد وفاته وأصدرته دار الشروق
- «كتاب شاناق في السموم والترياق» تحقيق وتعليق صدر بعد وفاته عن مكتبة الإسكندرية ومعهد المخطوطات العربية

## وفاته
توفى الدكتور محمد يسري سلامة يوم الأحد 24 مارس 2013 بعد صراع قصير مع المرض لعدة أيام إثر اصابته بميكروب في المعدة وصلى عليه صلاة الجنازة أستاذه ومعلمه الأول الدكتور محمد إسماعيل المقدم ودفن بمقابر العمود في الإسكندرية.
كان اخر ما كتبه قبل مماته علي حسابه بتويتر «إن كان حظي في الحياة قليلها.. فالصبر يا مولاي فيه رضاكَ» 

## وصلات خارجية
- لقاء الدكتور يسري سلامة مع باسم يوسف على يوتيوب على يوتيوب